# Rio São Miguel (vattendrag i Brasilien, Rondônia)
Rio São Miguel är ett vattendrag i Brasilien.   Det ligger i delstaten Rondônia, i den centrala delen av landet, 1 700 km väster om huvudstaden Brasília.
I omgivningen kring Rio São Miguel växer i huvudsak städsegrön lövskog. Området är nästan obefolkat, med mindre än två invånare per kvadratkilometer.